# Escuela de Cine del Cusco
La Escuela de Cine del Cusco, conocido también como Cine Club Cusco, destacó como un punto de referencia en la escena cinematográfica cusqueña y nacional durante los años cincuenta. Principalmente, estuvo conformado por los cineastas y artistas Manuel Chambi, Luis Figueroa, Eulogio Nishiyama y César Villanueva.Estos jóvenes apasionados ya estaban involucrados en la creación de imágenes. El historiador Georges Sadoul acuñó el término de producciones de la Escuela de Cusco para referirse a las obras cinematográficas realizadas por este grupo.

## Historia
En una apartada región de los Andes y la idea de modernidad era apenas un sueño, emerge y toma forma uno de los movimientos cinematográficos más destacados del continente.Todo inicia a finales de 1955, cuando un grupo de profesionales e intelectuales estableció el primer cineclub en la ciudad de Cusco. Su propósito inicial era difundir películas destacadas de la historia del cine, pero también aspiraban a estimular la producción cinematográfica local de manera continua. Entre los fundadores, que posteriormente se convertirían en cineastas, se encontraban Manuel Chambi, Eulogio Nishiyama, César Villanueva y el destacado Luis Figueroa Yabar.
Inspirados por la obra realizada por los italianos Enrico Grass y Mario Craveri bajo el nombre de "Imperio del Sol", y en honor al sexagésimo aniversario de la aparición de los hermanos Lumière, Eulogio Nishiyama, Manuel Chambi y Luis Figueroa, acompañados por Rodolfo Zamalloa y Andrés Alencastre, establecieron lo que sería el segundo cineclub en el Perú. El primero fue el de Lima, que operó entre 1951 y 1954. Este nuevo cineclub, llamado Cine Club Cusco, se convirtió en el núcleo inicial de lo que posteriormente sería reconocido internacionalmente como la Escuela de Cusco. Su inauguración tuvo lugar con la proyección de "Los Hijos del Paraíso" (1944-1945), dirigida por Marcel Carné.
El escritor José María Arguedas, en su rol de director del Instituto de Arte Contemporáneo, dio a conocer los cortometrajes de Chambi y Nishiyama a un nuevo público criollo, presentando una realidad que hasta entonces era desconocida para muchos. El primer largometraje producido por el grupo, denominado Kukuli (1961), auspiciado por Arguedas mismo, quien también actuó como asesor externo, tuvo como objetivo ofrecer un retrato cinematográfico de la región andina en respuesta a la falta de representación de esta en el imaginario peruano. Además, se concibió como una opción genuinamente nacional dentro de la oferta cinematográfica del país.Ricardo Bedoya afirmó que las películas realizadas a partir de 1956 representaron, por primera vez en la historia del cine peruano, la presencia de los Andes, sus escenarios naturales, sus habitantes y sus tradiciones.
Georges Sadoul señaló que los cineastas no habían abandonado la vivacidad pintoresca de las festividades y danzas populares, sin caer realmente en el folclorismo.

## Influencia
La influencia indigenista tuvo un impacto directo en los miembros de la Escuela, arraigada en la herencia artística de sus padres. La mayoría de ellos provenían de familias con reconocidos artistas indigenistas, como el fotógrafo Martín Chambi, padre de Manuel Chambi; Juan Manuel Figueroa, fotógrafo y pintor, padre de Luis Figueroa Aznar; y Manuel Villanueva, pintor, padre de César Villanueva.Sin embargo, pasaron casi treinta años desde el auge del indigenismo literario y pictórico cuando finalmente el universo andino se integra al cine peruano.

## Críticas
La Escuela del Cusco recibió duras críticas de ciertos sectores de la sociología, que la acusaron de representar un retroceso en las ideas indigenistas. Se la señaló por retratar al indígena como un personaje exótico, con ciertos rasgos románticos, dedicado principalmente a festividades y rituales, sin abordar sus condiciones laborales y carencias materiales.
En Jarawi, se vislumbraba un discurso revolucionario, aunque su ejecución técnica y narrativa dejaba mucho que desear debido a la "individualidad" de los miembros del grupo. A pesar de ello, el film fue recibido con un latente racismo por parte de la crítica y el público. Este ambiente adverso contribuyó a la disolución de la escuela, pero los cineastas continuaron trabajando de manera independiente.

## Proyecciones
- Los Hijos del Paraíso (1944-1945)
- Corpus en la Ciudad de Cusco (1955)
- Mamacha Carmen (1956)
- La Fiesta de Santo Tomás (1956)
- Carnaval de Kanas (1957)
- Lucero de nieve, Corrida de toros y cóndores, Rostros y Piedras (1958)
- Policromía andina (1958)
- Noche y alba (1959)
- Producción en marcha (1960).
- Kukuli (1960)
- Jarawi (1666)